# Supertec
Supertec era un fornitore di motori per auto da Formula 1 attivo negli anni 1999 e 2000. Supertec forniva motori progettati da Renault, costruiti da Mecachrome per la stagione di Formula 1 1998, e sviluppati per le stagioni 1999 e 2000.

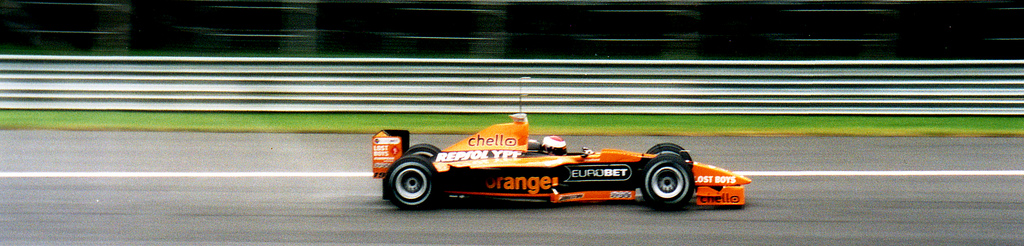
Jos Verstappen testa la Arrows A21 con motore Supertec a Monza nel 2000.

Nel 1998 la società di Flavio Briatore Super Performance Competition Engineering si accordò con Mecachrome per un contratto di fornitura per motori per monoposto di Formula 1 che iniziasse con la stagione 1999. I motori venivano quindi acquistati e ribattezzati Supertec (tranne quelli forniti a Benetton, chiamati Playlife). Supertec rifornì Williams e BAR nella stagione 1999, e Arrows nella stagione 2000. 
Le caratteristiche tipiche di questo motore, al netto della messa a punto e delle monoposto dei vari team, furono la buona affidabilità, e la potenza appena al di sotto dei motori progettati e sviluppati direttamente dalle grandi case automobilistiche.

## Risultati
| Scuderia | Stagioni | Vittorie | Pole position | Giri veloci | Titoli mondiali | Podi |
| -------- | -------- | -------- | ------------- | ----------- | --------------- | ---- |
| Williams | 1999     | 0        | 0             | 1           | 0               | 3    |
| BAR      | 1999     | 0        | 0             | 0           | 0               | 0    |
| Arrows   | 2000     | 0        | 0             | 0           | 0               | 0    |